# Syria na Letnich Igrzyskach Olimpijskich 2012
Syrię na Letnich Igrzyskach Olimpijskich 2012, które odbyły się w Londynie, reprezentowało 7 zawodników. Nie zdobyli oni żadnego medalu.
Był to trzynasty start reprezentacji Syrii na letnich igrzyskach olimpijskich.

## Reprezentanci

### Boks
Mężczyźni
| Zawodnik        | Konkurencja | 1/16                | 1/8              | Ćwierćfinał      | Półfinał         | Finał            | Finał         |
| Zawodnik        | Konkurencja | Przeciwnik Wynik    | Przeciwnik Wynik | Przeciwnik Wynik | Przeciwnik Wynik | Przeciwnik Wynik | Miejsce       |
| --------------- | ----------- | ------------------- | ---------------- | ---------------- | ---------------- | ---------------- | ------------- |
| Wessam Salamana | do 56 kg    | Äbutälypow P (7–15) | Nie awansował    | Nie awansował    | Nie awansował    | Nie awansował    | Nie awansował |

### Jeździectwo

#### Skoki przez przeszkody
| Zawodnik           | Koń       | Konkurencja   | Kwalifikacje | Kwalifikacje | Kwalifikacje | Kwalifikacje | Kwalifikacje | Kwalifikacje  | Kwalifikacje  | Kwalifikacje  | Finał         | Finał         | Finał         | Finał         | Finał         | Finał         | Finał         |
| Zawodnik           | Koń       | Konkurencja   | Runda 1      | Runda 1      | Runda 2      | Runda 2      | Runda 2      | Runda 3       | Runda 3       | Runda 3       | Runda A       | Runda A       | Runda B       | Runda B       | Runda B       | Razem         | Razem         |
| Zawodnik           | Koń       | Konkurencja   | Kary         | Miejsce      | Kary         | Razem        | Miejsce      | Kary          | Razem         | Miejsce       | Kary          | Miejsce       | Kary          | Łącznie       | Miejsce       | Kary          | Miejsce       |
| ------------------ | --------- | ------------- | ------------ | ------------ | ------------ | ------------ | ------------ | ------------- | ------------- | ------------- | ------------- | ------------- | ------------- | ------------- | ------------- | ------------- | ------------- |
| Ahmad Saber Hamcho | Wonderboy | Indywidualnie | 1            | =33 Q        | 29           | 30           | 62           | Nie awansował | Nie awansował | Nie awansował | Nie awansował | Nie awansował | Nie awansował | Nie awansował | Nie awansował | Nie awansował | Nie awansował |

### Kolarstwo

#### Kolarstwo szosowe
Mężczyźni
| Zawodnik     | Konkurencja                | Czas | Miejsce |
| ------------ | -------------------------- | ---- | ------- |
| Omar Hasanin | wyścig ze startu wspólnego | DNF  | DNF     |

### Lekkoatletyka
Mężczyźni
| Zawodnik             | Konkurencja | Kwalifikacje | Kwalifikacje | Finał | Finał   |
| Zawodnik             | Konkurencja | Wynik        | Miejsce      | Wynik | Miejsce |
| -------------------- | ----------- | ------------ | ------------ | ----- | ------- |
| Majed El Dein Ghazal | skok wzwyż  | 2,16         | 28           | NQ    | NQ      |

Kobiety
| Zawodniczka       | Konkurencja        | Eliminacje | Eliminacje | Ćwierćfinał | Ćwierćfinał | Półfinał | Półfinał | Finał | Finał   |
| Zawodniczka       | Konkurencja        | Wynik      | Miejsce    | Wynik       | Miejsce     | Wynik    | Miejsce  | Wynik | Miejsce |
| ----------------- | ------------------ | ---------- | ---------- | ----------- | ----------- | -------- | -------- | ----- | ------- |
| Ghofrane Mohammad | 400 m przez płotki | DSQ        | DSQ        | —           | —           | NQ       | NQ       | NQ    | NQ      |

### Pływanie
Mężczyźni
| Zawodnik       | Konkurencja             | Eliminacje | Eliminacje | Półfinał | Półfinał | Finał | Finał   |
| Zawodnik       | Konkurencja             | Czas       | Miejsce    | Czas     | Miejsce  | Czas  | Miejsce |
| -------------- | ----------------------- | ---------- | ---------- | -------- | -------- | ----- | ------- |
| Azad Al-Barazi | 100 m stylem klasycznym | 1:03,48    | 39         | NQ       | NQ       | NQ    | NQ      |

Kobiety
| Zawodnik    | Konkurencja           | Eliminacje | Eliminacje | Półfinał | Półfinał | Finał | Finał   |
| Zawodnik    | Konkurencja           | Czas       | Miejsce    | Czas     | Miejsce  | Czas  | Miejsce |
| ----------- | --------------------- | ---------- | ---------- | -------- | -------- | ----- | ------- |
| Bayan Jumah | 100 m stylem dowolnym | 59,78      | 40         | NQ       | NQ       | NQ    | NQ      |

### Podnoszenie ciężarów
Mężczyźni
| Zawodnik      | Konkurencja | Rwanie | Rwanie  | Podrzut | Podrzut | Razem  | Pozycja |
| Zawodnik      | Konkurencja | Wynik  | Pozycja | Wynik   | Pozycja | Razem  | Pozycja |
| ------------- | ----------- | ------ | ------- | ------- | ------- | ------ | ------- |
| Ahed Joughili | 105 kg      | 180 kg | 8       | 218 kg  | 5       | 398 kg | 6       |

Kobiety
| Zawodnik     | Konkurencja | Rwanie | Rwanie  | Podrzut | Podrzut | Razem  | Pozycja |
| Zawodnik     | Konkurencja | Wynik  | Pozycja | Wynik   | Pozycja | Razem  | Pozycja |
| ------------ | ----------- | ------ | ------- | ------- | ------- | ------ | ------- |
| Thuraia Sobh | 75 kg       | 86 kg  | 11      | 115 kg  | 11      | 201 kg | 11      |

### Strzelectwo
Kobiety
| Zawodniczka     | Konkurencja               | Kwalifikacje | Kwalifikacje | Finał  | Finał   |
| Zawodniczka     | Konkurencja               | Punkty       | Miejsce      | Punkty | Miejsce |
| --------------- | ------------------------- | ------------ | ------------ | ------ | ------- |
| Raya Zin Aldden | karabin pneumatyczny 10 m | 388          | 50           | NQ     | NQ      |